# Karl Kotratschek
Karl Kotratschek   (Viena, 24 d'octubre de 1914 - Àfrica del Nord, 4 de juliol de 1941) va ser un atleta austríac, especialista en el triple salt i salt de llargada, que va competir durant la dècada de 1930. A partir de 1938 i l'annexió d'Àustria per part del règim nazi passà a competir sota bandera alemanya.
El 1936 va prendre part en els Jocs Olímpics d'Estiu de Berlín, on fou vint-i-tresè en la prova del triple salt del programa d'atletisme.
En el seu palmarès destaquen una medalla de bronze en la prova del triple salt al Campionat d'Europa d'atletisme de 1938, rere Onni Rajasaari i Jouko Norén, i cinc campionats nacionals, tres de triple salt (1935-1937) i dos de salt de llargada (1937 i 1938). El rècord nacional de triple de 1936 no fou superat fins al 1974.
Va morir en acció de guerra durant la Segona Guerra Mundial en algun indret del Nord d'Àfrica.

## Millors marques
- Triple salt. 15,28 metres (1938)[1][5]